# Абдулгани, Руслан
Русла́н Абдулга́ни (индон. Roeslan Abdulgani); 24 ноября 1914 года, Сурабая — 29 июня 2005 года, Джакарта) — индонезийский государственный и политический деятель.
Активный участник борьбы за независимость страны от Нидерландов. Руководитель оргкомитета Бандунгской конференции 1955 года. Министр иностранных дел Индонезии в 1956-1957 годах, министр-координатор в 1963-1966 годах (в 1963-1964 годах совмещал этот пост с должностью министра информации). В 1966 году — вице-премьер. Один из руководителей Национальной партии Индонезии.

## Ранние годы жизни
Родился 24 ноября 1914 года в городе Сурабая, административном центре провинции Восточная Ява в обеспеченной яванской семье незнатного происхождения. Отец — владелец магазина и небольшого таксопарка, мать, имевшая религиозное образование, давала частные уроки исламского богословия. По воспоминаниям Р. Абдулгани, именно его мать, будучи убеждённой сторонницей независимости страны от голландских колонизаторов, воспитала в нём приверженность национально-освободительным идеям.

## Образование, начало общественно-политической деятельности

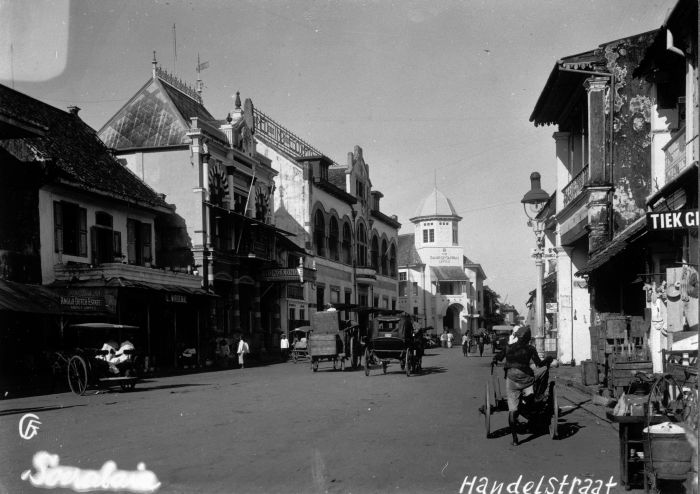
Сурабая начала 1920-х годов — времён детства Р. Абдулгани

В раннем детстве получил домашнее образование с религиозным уклоном.
В 1920-1928 годах учился в сурабайской городской школе для туземцев, в 1928-1932 годах — в голландской начальной школе, в 1932-1934 годах — в голландской средней школе. Последнюю не окончил — был исключён за участие в деятельности националистических молодёжных кружков.
В 1938 году обучался в Сурабае на курсах бухгалтерии и делопроизводства, в 1940 году — на курсах нотариата.
По собственному признанию, мечтал о военной карьере, однако не смог поступить в училище офицерского состава Королевской голландской ост-индской армии, руководство которого отдавало предпочтение юношам из аристократических туземных семей.
Участвовать в деятельности различных молодёжных националистических объединений начал в конце 1920-х годов. В 1934 году возглавил организацию «Молодая Индонезия» (индон. Indonesia Muda), действовавшую в Сурабае.
В 1936-1942 годах преподавал в народной школе, участвовал в организации кооперативного движения на востоке Явы.

## Деятельность в период японской оккупации и становления независимости Индонезии
После оккупации Индонезии в феврале-марте 1942 года вооружёнными силами Японии Р. Абдулгани, как и большинство других активистов националистического движения, пошёл на сотрудничество с японцами, считая их тактическими союзниками индонезийцев в борьбе против Нидерландов. Вошёл в состав сформированной японцами туземной администрации Сурабаи, заняв в ней должность руководителя экономического управления. Направлялся оккупационной администрацией на курсы повышения квалификации аппаратных работников в Джакарту.
При этом продолжал работу в ряде патриотических объединений, сотрудничал с редакцией националистического журнала «Ба́кти» (индон. Bakti). В начале 1945 года возглавил организацию «Молодое поколение Индонезии» (индон. Angkatan Muda Indonesia), во главе которой находился в момент провозглашения независимости Республики Индонезии 17 августа 1945 года.
На начальном этапе войны за независимость Индонезии 1945-1949 годов, получив звание капитана, занимал различные командно-штабные должности в восточнояванских подразделениях вооружённых силах Республики. Входил в состав индонезийско-британской комиссии, обеспечивавшей контакт между индонезийским ополчением и войсками Великобритании, высадившимися на Восточной Яве.
В 1946 году вступил в Национальную партию Индонезии (индон. Partai Nasional Indonesia), членство в которой сохранял до конца президентства Сукарно (регулярно избирался в состав руководящего совета партии, в различные периоды был заместителем её председателя).

## Деятельность в период президентства Сукарно (1945—1967 годы)
В 1946 году назначен руководителем службы информации провинции Восточная Ява, в 1947 году — генеральным секретарём (первым заместителем министра) министерства информации Республики Индонезии, которое в тот период (до начала 1949 года), как и большинство правительственных учреждений Республики Индонезии, находилось в Джокьякарте — временной столице страны. 19 декабря 1948 года был серьёзно ранен во время голландского авианалёта на Джокьякарту.

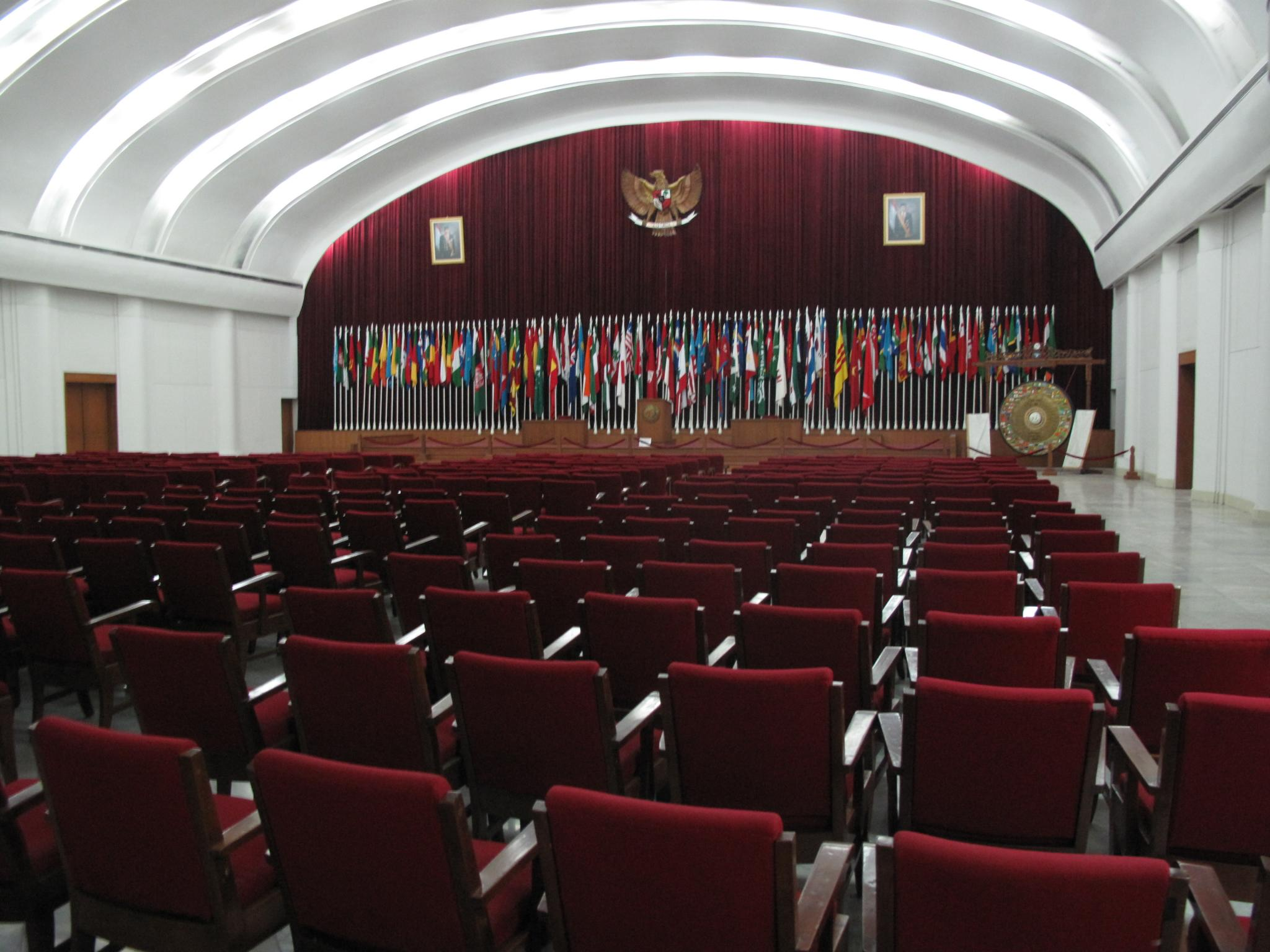
Зал пленарных заседаний Бандунгской конференции

С марта 1954 по март 1956 года — генеральный секретарь министерства иностранных дел. Находясь в этой должности, выполнял обязанности председателя организационного комитета Бандунгской конференции стран Азии и Африки, проходившей 18-24 апреля 1955 года.
С марта 1956 по март 1957 года — министр иностранных дел. На этом посту продолжал линию, направленную на консолидацию организованного движения развивающихся стран, впоследствии оформившегося в Движение неприсоединения.
Успешное проведение Бандунгской конференции, эффективная работа во главе МИД — в частности, в реализации сукарновской идеи обеспечения лидерства Индонезии среди развивающихся стран — способствовали укреплению как международного авторитета Р. Абдулгани, так и его позиций во властных кругах Индонезии, личной расположенности к нему со стороны Сукарно.
Вместе с тем, эти же обстоятельства обусловили насторожённое отношение к нему со стороны консервативного военного руководства страны, ориентированного преимущественно на США и Запад. Военные, обоснованно считавшие Р. Абдулгани одним из лидеров либеральной гражданской политэлиты, соперничавшей с ними в борьбе за влияние на президента, предпринимали попытки его дискредитации. Так, 13 августа 1956 года во время поездки по Западной Яве он был задержан по приказу начальника местного военного округа, выдвинувшего против него обвинения  в коррупции. Вскоре, однако, Р. Абдулгани освобождён после кратких правительственных дебатов и личного распоряжения президента Сукарно. Проведённое впоследствии расследование доказало безосновательность обвинений.
С марта 1957 года по июль 1959 года занимал пост заместителя председателя Национального совета (индон. Dewan Nasional) — временного совещательного органа, учреждённого Сукарно незадолго до роспуска парламента — Совета народных представителей — в июле 1957 года.
С июля 1959 по март 1962 года — заместитель председателя Высшего совещательного совета (индон. Dewan Pertimbangan Agung), другого консультативного органа, воссозданного Сукарно (короткое время существовал в первые месяцы независимости, до 1959 года не собирался, упразднён в 2003 году). Фактически руководил повседневной деятельностью этой структуры, действовавшей при номинальном председательстве президента. Параллельно в тот же период занимал должность министра без портфеля в составе правительства.
Принимал активное участие в формировании внешнеполитической линии в ходе индонезийско-нидерландской борьбы за Западный Ириан в 1960-1962 годы. Примечательно, что в изданной в 1998 году книге голландских историков Боба де Граафа (нидерл. Bob de Graaff) и Киса Вибеса (нидерл. Cees Wiebes) «Вилла Маархизе: История Службы внешней разведки» (нидерл. Villa Maarheeze: De Geschiedenis van de Inlichtingendienst Buitenland) содержится утверждение о сотрудничестве Р. Абдулгани в этот период с нидерландскими спецслужбами — естественно, категорически опровергавшееся им самим.
С ноября 1963 года по март 1966 года — министр-координатор (то есть, старший министр, курирующий работу нескольких министерств), отвечающий за вопросы публичной политики и связей с общественностью. До августа 1964 года по совместительству занимал пост министра информации. В 1964 году получил от военного руководства страны почётное звание генерала.
С марта по июль 1966 года — вице-премьер, отвечающий за политические вопросы.

## Деятельность в период президентства Сухарто (1967—1998 годы)
После острого внутриполитического кризиса 1965-1967 годов, завершившегося отставкой президента Сукарно и установления военного режима во главе с генералом Сухарто, позиции Р. Абдулгани оказались существенно ослаблены, однако он, в отличие от ряда других соратников Сукарно, не был уволен с государственной службы и, более того, сохранил востребованность со стороны новых властей как опытный дипломат. В конце 1967 года он был назначен постоянным представителем Индонезии при ООН и работал в этой должности до 1971 года.
В 1971 году назначен председателем Комитета по изучению, пропаганде и защите государственной идеологии «Панчасила» — консультативного органа при президенте, отвечающего за идеологическую работу, в том числе за массовую агитацию и пропаганду. Занимал этот пост на протяжении 22 лет — до 1993 года. После отставки с поста председателя Комитета в связи с преклонным возрастом до 1998 года сохранял в нём должность почётного консультанта, после чего вошёл в состав Совещательного совета борцов за независимость (индон. Badan Pembinaan Perintis Kemerdekaan), объединяющего ветеранов национально-освободительного движения.

## Деятельность в постсухартовский период (1998-2005 годы)
После отставки президента Сухарто в мае 1998 года Р. Абдулгани неоднократно выступал со сдержанной критикой военного режима, а также курса Б. Ю. Хабиби, сменившего Сухарто на посту главы государства. Скептически воспринимались им и действия очередного президента страны — Абдуррахмана Вахида, избранного в октябре 1999 года. При этом Абдулгани открыто поддерживал президентские амбиции старшей дочери Сукарно Мегавати Сукарнопутри, лидера Демократической партии борьбы Индонезии, при которой занял должность политического советника.
С 2000 по 2004 год был членом Совета по государственным наградам при президенте. Избрание Мегавати Сукарнопутри в июле 2001 года президентом Индонезии способствовало росту авторитета отставного политика и внимания к нему со стороны СМИ.
29 июня 2005 года Р. Абдулгани скончался от последствий перенесённого за год до того инсульта и пневмонии. Похоронен с воинскими почестями на джакартском мемориальном кладбище Калибата (место захоронения героев войны за независимость и выдающихся государственных деятелей). На поминальной церемонии в доме Абдулгани присутствовали президент Индонезии Сусило Бамбанг Юдойоно, вице-президент Юсуф Калла, большинство крупнейших политических и общественных деятелей страны.
Руслан Абдулгани был бойцом, дипломатом, государственным деятелем. И нам всем стоит следовать его правилу — никогда не отзываться дурно ни о ком....Сусило Бамбанг Юдойоно, президент Индонезии

## Семья
В 1938 году Р. Абдулгани женился на Сихвати Навангвулан (индон. Sihwati Nawangwulan), с которой познакомился в 1932 году во время совместной работы в организации «Молодая Индонезия». В браке прожили 63 года — до смерти супруги в 2001 году. Имел пятерых детей. Старшей дочерью Ретновати Абдулгани-Кнапп (индон. Retnowati Abdulgani-Knapp) написана книга воспоминаний об отце, изданная на английском языке в Сингапуре в 2003 году — «Исчезающая Мечта: История Руслана Абдулгани и Индонезии» (англ. A Fading Dream: The Story of Roeslan Abdulgani and Indonesia).